# Mauressargues
Mauressargues este o comună în departamentul Gard din sudul Franței. În 2009 avea o populație de 156 de locuitori.

## Evoluția populației
| An        | 1975 | 1982 | 1990 | 1999 | 2006 | 2009 |
| --------- | ---- | ---- | ---- | ---- | ---- | ---- |
| Populație | 85   | 98   | 95   | 92   | 133  | 156  |